# Litsmetsa
Litsmetsa – wieś w Estonii, w prowincji Võru, w gminie Antsla.